# C.O.R.E.
C.O.R.E. Digital Pictures — канадская анимационная студия, расположенная в Торонто и сосредоточенная на компьютерной анимации. Студия обеспечивала анимацию и спецэффекты для многочисленных мультсериалов и фильмов.

## История
«C.O.R.E.» была основана в 1994 году Уильямом Шетнером, Бобом Манро, Джоном Мариэлла и Кайлом Мензисом. Студия стала участвовать в многочисленных проектах, сотрудничая с канадскими и американскими студиями, производя для них анимацию. Среди известных фильмов, на которыми работала компания — «Куб», «Пила 2», «Обитель зла 2: Апокалипсис» и «Люди Икс». Единственным анимационным фильмом, над которым работала «C.O.R.E.», был мультфильм 2006 года «Большое путешествие» (сделанный совместно с «Walt Disney Pictures»), который получил неоднозначные отзывы и имел самую большую съёмочную группу для канадского фильма с 400 временными сотрудниками.
С ростом валютного курса, как и в большинстве канадских анимационных студий, компания получала всё меньше рабочих мест из США. На фоне этого 15 марта 2010 года «C.O.R.E.» объявила, что студия обанкротились и мгновенно приостановила производство всех своих проектов, уволив своих сотрудников.

## Фильмография

### Фильмы
- 1995: «Джонни-мнемоник» (совместно с «TriStar Pictures»)
- 1996: «Летите домой» (совместно с «Columbia Pictures»)
- 1997: «Куб» (совместно с «Cineplex Odeon Films», «Viacom Canada», «Telefilm Canada»)
- 1997: «Спаун» (совместно с «New Line Cinema»)
- 1997: «Мутанты» (совместно с «Miramax Films», «Dimension Films»)
- 1998: «Флаббер» (совместно с «Walt Disney Pictures»)
- 1998: «Великан» (совместно с «Miramax Films»)
- 1998: «Доктор Дулиттл» (совместно с «20th Century Studios»)
- 2000: «Люди Икс» (совместно с «Marvel Entertainment»)
- 2000: «Чокнутый профессор 2: Семья Клампов» (совместно с «Imagine Entertainment)
- 2000: «Найти Форрестера» (совместно с «Columbia Pictures»)
- 2001: «Вышибалы» (совместно с «New Line Cinema»)
- 2001: «Клошар» (совместно с «Franchise Pictures»)
- 2002: «Машина времени» (совместно с «DreamWorks Pictures», «Warner Bros. Pictures»)
- 2002: «Блэйд 2» (совместно с «Marvel Entertainment»)
- 2003: «Пустота» (совместно с «49th Parallel Productions»)
- 2004: «Обитель зла 2: Апокалипсис» (совместно с «Constantin Film»)
- 2004: «Гарольд и Кумар уходят в отрыв» (совместно с «New Line Cinema»)
- 2004: «Мгновения Нью-Йорка» (совместно с «Warner Bros. Pictures»)
- 2005: «Пила 2» (совместно с «Lionsgate», «Twisted Pictures»)
- 2006: «Большое путешествие» (совместно с «Walt Disney Pictures»)
- 2006: «Счастливое число Слевина» (совместно с «The Weinstein Company»)
- 2006: «Сайлент Хилл» (совместно с «Focus Features», «Konami»)
- 2008: «Киллер (фильм, 2008)» (совместно с «The Weinstein Company»)
- 2010: «Кошки против собак: Месть Китти Галор» (совместно с «Warner Bros.»)

### Телевидение
- 1994: «TekWar» (совместно с «Alliance Atlantis»)
- 1997: «Лексс» (совместно с «Salter Street Films»)
- 2000: «Они поменялись местами» (совместно с «Karz Entertainment», «Pacific Motion Pictures»)
- 2000-2002: «Зак и секретные материалы» (совместно с «WildBrain Studios»)
- 2003-2006: «The Save-Ums!» (совместно с «WildBrain Studio»)
- 2006: «The Naughty Naughty Pets» (совместно с «WildBrain Studios»)
- 2007-2008: «Хвостатые вояки» (совместно с «WildBrain Studios»)
- 2007-2008: «Тюдоры» (совместно с «Sony Pictures Television»)
- 2008: «Отряд курят кунфучих» (совместно с «Aardman Animations», «WildBrain Studios»)
- 2010: «Планета Шина» (совместно с «O Entertainment», «Nickelodeon Animation Studio»)
- 2011: ''Фиксики (Канадская версия)'' (совместно с ''Аэроплан'' и ''DHX Media (WildBrain)'')

### Видеоигры
- 2005: «Midnight Club 3: DUB Edition» (совместно с «Rockstar Games»)